# Гай Целий Руф (трибун 51 пр.н.е.)
Гай Целий Руф (на латински: Gaius Caelius Rufus; Coelius) e политик на късната Римска република. Произлиза от фамилията Целии, клон Руф.
През 51 пр.н.е. той е народен трибун. С колегите си е против закон на Юлий Цезар. Консули тази година са Марк Клавдий Марцел и Сервий Сулпиций Руф.